# Aneboconcha obscura
Aneboconcha obscura är en armfotingsart som beskrevs av Cooper 1973. Aneboconcha obscura ingår i släktet Aneboconcha och familjen Terebratellidae. Inga underarter finns listade i Catalogue of Life.